# Dayu (Nglegok)
Dayu is een bestuurslaag in het regentschap Blitar van de provincie Oost-Java, Indonesië. Dayu telt 5349 inwoners (volkstelling 2010).